# Paulo Roberto Cunha
Paulo Roberto Cunha (Rio Verde, GO, 5 de junho de 1942 - Goiânia, GO, 3 de Junho de 2011) foi advogado, pecuarista, empresário e político brasileiro. Ingressou na Faculdade de Direito de São Carlos em 1978 e formou-se em 1981. Começou a carreira política como deputado federal constituinte pelo estado de Goiás.
Eleito pelo Partido Democrata Cristão, iniciou seu mandato em fevereiro de 1987, quando tiveram início os trabalhos da Assembléia Nacional Constituinte.
Empresário rural do sudoeste goiano, teve sua candidatura apoiada pelo setor de corporativismo agrícola, do qual foi um dos principais líderes. Teve o seu nome ligado à União Democrática Ruralista (UDR), que durante o período constituinte se organizou com o objetivo de impedir a aprovação da reforma agrária.
Em 1 de janeiro de 1989, foi eleito Prefeito de Rio Verde, GO , após renunciar o seu mandato de deputado federal.
Em 10 de janeiro de 1992, ele foi nomeado presidente da CONAB, substituindo João Mauro Boschero. 
Morreu no ano de 2011, aos 69 anos, em decorrência de uma parada cardiorrespiratória.

## Carreira política
Nos trabalhos constituintes, atuou como titular da Subcomissão do Poder Executivo, da Comissão de Organização dos Poderes e Sistema de Governo, e suplente da Subcomissão da Política Agrícola e Fundiária e da Reforma Agrária. Paulo votou contra o rompimento de relações diplomáticas com países que tinham políticas voltadas para a discriminação racial, pena de morte, limitação do direito da propriedade privada, aborto, jornada de 40 horas semanais e o presidencialismo.
A favor, se posicionou pela proteção ao emprego contra despedida sem justa causa, turno ininterrupto de seis horas semanais, pluralidade sindical, do voto aos 16 anos e, inclusive, da legalização do jogo do bicho. Com a Constituição de 1988 promulgada, passou a exercer o mandato ordinário.
No pleito municipal de novembro de 1988, elegeu-se prefeito de sua cidade natal na legenda do PDC. Deixou a Câmara em dezembro do mesmo ano e tomou posse na prefeitura em janeiro. Tarzan de Castro, como suplente, assumiu a sua vaga.
Entre os meses de outubro e dezembro de 1989, nas primeiras eleições diretas para presidente do país depois de quase 30 anos de regime de exceção, foi um dos coordenadores em Goiás da campanha de Fernando Collor de Melo.
Em abril de 1990, deixou o cargo de prefeito para disputar, em outubro,o governo do estado na legenda do PDC, sendo derrotado por Íris Resende, do Partido do Movimento Democrático Brasileiro (PMDB). Ingressou em 1993 no Partido Progressista Reformador (PPR), resultante da fusão do PDC com o Partido Democrático Social (PDS).
Em outubro de 1994, disputou uma vaga para o Senado Federal pela legenda do PPR, sem sucesso. Posteriormente, deixou o PPR e ingressou na legenda do Partido Trabalhista Brasileiro (PTB).
Em outubro de 2000 foi novamente eleito para a Prefeitura de Rio Verde, desta vez pelo Partido Progressista (PP). Reeleito em 2004, dois anos depois, uma lei de sua autoria causou muita polêmica. A mesma reduziu a 10% (cerca de 500 mil hectares) a área destinada à cultura canavieira e a medida, segundo o jornal O Sucesso, desagradou os pequenos produtores de cana de açúcar de Rio Verde, que acusaram o prefeito de favorecer os interesses de empresas como a Perdigão e de grandes plantadores de soja e de milho da região.
Proprietário de fazendas em Goiás e Mato Grosso, ao deixar a Prefeitura de Rio Verde em 2008, Paulo Roberto Cunha voltou a cuidar de seus negócios particulares.

## Família
Paulo Roberto Cunha é filho de Carlos Cunha Filho, um dos maiores latifundiários da região Sudoeste de Goiás. Sua mãe é Anásia Antônio Cunha. Foi casado com Maria das Graças da Silva Sousa e Cunha e teve três filhas.

## A Constituinte
Atuou na Subcomissão do Poder Executivo e da Comissão da Organização dos Poderes e Sistema de Governo Titular em 1987 e da Subcomissão da Política Agrícola e Fundiária e da Reforma Agrária e da Comissão da Ordem Econômica foi Suplente em 1987.

## Falecimento
Paulo Roberto Cunha faleceu no dia 03 de Junho de 2011, às 09h50 de uma sexta-feira, vítima de uma parada cardiorrespiratória. O ex-prefeito de Rio Verde na época pelo PP, estava internado no Instituto de Neurologia de Goiânia.

O corpo foi velado no Palácio das Esmeraldas. Paulo Roberto enfrentava problemas pulmonares e de coluna desde o final de 2010 e chegou a se internar no Hospital Sírio Libanês, em São Paulo. 